# Tipulodes rubriceps
Tipulodes rubriceps es una especie de polilla de la subfamilia Arctiinae. Fue descrita por Paul Dognin en 1912. Se encuentra en el país sudamericano de Colombia.